# Chiesa di Sant'Andrea a Mosciano
La chiesa di Sant'Andrea a Mosciano si trova nel comune di Scandicci.

## Storia
Il toponimo Mosciano si pensa che derivi dal latino  Mussianum , riferito all'antica  Gens Mussia .
Forse di fondazione longobarda ( forse coeva o anteriore al Castello di Mosciano,  IX secolo), la chiesa era situata nei pressi di un antico castello cadolingio. Già nel 1054 risulta che presso la chiesa avesse sede un capitolo di monaci regolari, capitolo che in quell'anno ottenne dei privilegi dal vescovo di Firenze, Gherardo. In seguito il vescovo Gherardo divenne papa col nome di Niccolò II e in quella veste visitò la chiesa il 18 gennaio 1059. In quell'occasione dopo aver consacrato due altari, all'interno della chiesa venne firmato un documento tra il papa e l'allora priore Giovanni in cui si confermavano i beni della chiesa posti nei pivieri di Brozzi, Settimo e Giogoli e inoltre si poneva la chiesa sotto la diretta protezione della sede apostolica. Il 30 marzo 1170 il vescovo Giulio confermò alla chiesa il patronato della chiesa di Sollicciano. A quel tempo nella canonica si osservava la regola Agostiniana, regola che venne confermata in diverse bolle tra cui quella di papa Alessandro III del 1170 e in quella di Papa Lucio III datata 31 luglio 1184 che assegnò alla chiesa anche il diritto di sepoltura e l'esenzione dalla giurisdizione vescovile.
La chiesa di Sant'Andrea a Mosciano godeva all'interno della diocesi di Firenze di una grande autorità tanto che il 12 marzo 1234 le venne annessa la chiesa di San Giorgio alla Costa e le venne nuovamente confermato il diritto alla sepoltura, privilegio che era riservato solo alle pievi. La comunità di Mosciano era ricca come si evince dalle tasse pagate alla fine del XIII secolo che ammontavano a 31 lire. Nel secolo successivo le cose cambiarono in peggio. Risulta che 1302 venisse acceso un mutuo, primo indizio della decadenza. Decadenza che portò alla perdita della proprietà della chiesa di san Giorgio alla Costa nel 1417, alla annessione di Mosciano al Monastero di San Donato a Scopeto nel 1436 e infine nel 1455 venne soppresso il priorato.
Col passaggio al Monastero di Scopeto i canonici della chiesa aderirono all'ordine degli Scopetini. L'ordine degli scopetini venne abolito il 30 agosto 1703 e in seguito la chiesa di Sant'Andrea venne concessa ai missionari vincenziani della Chiesa di San Jacopo Soprarno. Durante il loro possesso la canonica venne riedificata dalle fondamenta. Nel 1763 anche l'ordine vincenziano venne soppresso e la chiesa di Sant'Andrea fu elevata in parrocchia. Per adeguarla al nuovo status vennero intrapresi molti lavori. In facciata fu aperta la finestra, il soffitto venne coperto a volta e tra il presbiterio e l'assemblea venne realizzata una serliana.
Altri restauri vennero fatti nel 1815. La chiesa venne danneggiata dal terremoto del 18 maggio 1895; a subire i danni maggiori fu il campanile al quale venne spezzata la cuspide mentre l'edificio della chiesa rimase intatto. La chiesa prese l'aspetto attuale in seguito al restauro effettuato tra il 1932 e il 1933 quando sotto la guida dell'architetto Luigi Zumkeller vennero stonacate le pareti e salvati gli affreschi allora scoperti. Gli affreschi vennero staccati nel 1965 e sono stati mantenuti all'interno della aula della chiesa.

## Descrizione

### Esterno

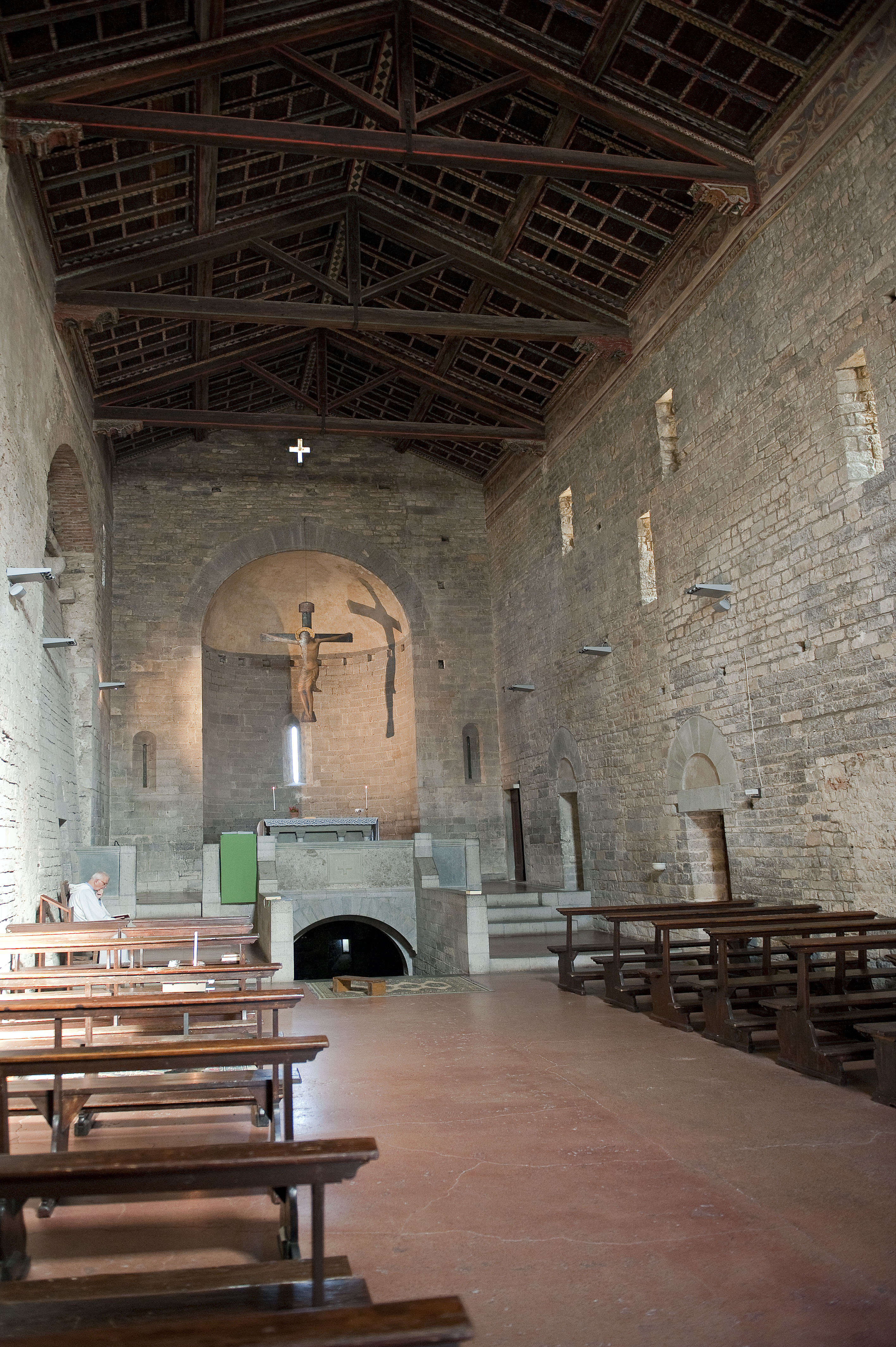
Interno

La chiesa consiste in un'aula rettangolare coperta a tetto.  La facciata è a capanna e oggi mostra l'aspetto conferitole in epoca barocca. Della facciata originale sono rimasti la feritoia collocata sotto la cuspide e un incavo realizzato per contenere un piatto in ceramica, secondo l'usanza delle chiese fiorentine tra il XII e il XIII secolo. La facciata presenta una paramento murario in pietra calcarea disposta a filaretto. Sul fianco nord, non visibile perché coperto dalla edificio della Compagnia è presente una feritoia doppio strombo.
È dotata di abside semicircolare e di una cripta. Sulla tribuna sono stati addossati, nel corso dei secoli, gli edifici della canonica e del campanile. La tribuna presenta una feritoia a croce. L'abside, di forma semicircolare, presenta due monofore e una cornice concava. Sul lato sud è posto il chiostro.
Dal chiostro si accede alla chiesa attraverso due portali con arco a tutto sesto; il portale più a est dà accesso alla chiesa nei pressi del presbiterio mentre quello più a ovest dà accesso al centro dell'aula.

### Interno
L'aula si presenta molto allungata secondo lo stile delle chiese canonicali. Lo spazio interno è diviso tra l'aula ed il presbiterio rialzato, quest'ultimo riservato alla comunità dei canonici. Sulla parete sinistra è una struttura turriforme inglobata nella muratura della parete, questa è la parte più antica dell'edificio. Questa parte della parete si differenzia del resto dell'edificio per la muratura a scarpa. In questa scarpatura si apre un portale architravato con lunetta monolitica.
Sulla parete sinistra vennero realizzati degli affreschi, di cui oggi rimangono in una decorazione sottogronda a girali di foglie d'acanto e alcune Teste di Santi, databili alla fine del XIII secolo e attribuiti a Corso di Buono, artista cimabuesco. Sono riconoscibili anche una Pietà, con la figura della Madonna, e due immagini di santi, di cui un San Bartolomeo databili al XIV secolo e una Madonna col Bambino in trono e due angeli tavola attribuita a Manfredino da Pistoia. Nell'abside è posta una monofora a doppio strombo per dare luce all'interno. Sempre nell'abside è collocato un Crocifisso di Mariotto di Nardo, proveniente da un'altra chiesa.

### La cripta
Sotto al presbiterio è posta la cripta alla quale si accede da una scala realizzata nel mezzo alla navata nel 1933. La cripta è composta da un unico vano con basse volte a crociera, in origine probabilmente era diviso da colonnine come nella cripta di Badia a Settimo. Nella muratura del vano absidale si apre un cunicolo che in origine doveva essere un ossario.  Secondo un'altra versione, in attesa di verifica, il cunicolo sembra conducesse originariamente alla villa dell'Arrigo e serviva per eventuali fughe in caso di attacchi.
Pare che il cunicolo unisse la chiesa col sovrastante castello cadolingio di Mosciano ma che sia stato interrotto dai lavori eseguiti nel secondo dopoguerra per la costruzione della piazza e il consolidamento della strada.
Dalla Compagnia del Santissimo Sacramento e Santissima Annunziata annessa alla chiesa proviene la Madonna col Bambino fra i santi Francesco e Maddalena di Ridolfo del Ghirlandaio, recante la data 1503, oggi al Museo del Cenacolo di Fuligno.

## Elenco dei priori di Sant'Andrea a Mosciano
XIX secolo:
- Giuseppe Buffi (1827-1871)
- sede vacante dal 1871 al 1932

XX secolo:
- Donatello Papucci (1932- 1942)
- Ferradino Fiorini (dal 25 maggio 1943 fino al 30 aprile 1974)
- Pietro Tirinnanzi (30 aprile 1974- 1º novembre 1975)
- Giorgio Menichetti (1º novembre 1975- 15 novembre 1980)
- Roberto Bartolini (1º luglio 1981- 1º settembre 1985)
- Ettore Mariotti (1º settembre 1985- 26 gennaio 1986, deceduto)
- Mauro Ferri (amministratore generale dal 1º gennaio 1996)
- Alessandro Rugi (amministratore generale dal 1º febbraio 1997).
- Paolo Giannoni (deceduto nel 2018)